# Joceline Sanschagrin
 (novembre 2017).
Si vous disposez d'ouvrages ou d'articles de référence ou si vous connaissez des sites web de qualité traitant du thème abordé ici, merci de compléter l'article en donnant les références utiles à sa vérifiabilité et en les liant à la section « Notes et références ».
Joceline Sanschagrin est une romancière, dramaturge, auteure de littérature pour la jeunesse, journaliste et communicatrice québécoise née à Montréal le 2 septembre 1950. 
Elle a travaillé pour plusieurs médias écrits et électroniques. Elle a été journaliste, recherchiste et chroniqueuse pour le Journal de Montréal, La Presse, Radio-Canada, Télévision Quatre Saisons, Télémétropole et Radio-Québec.
Plusieurs de ses livres ont été traduits en Anglais, Coréen, Espagnol, Grec, Islandais et Polonais.

## Honneurs
- 1989 - Finaliste pour Prix du Gouverneur général, La fille aux cheveux rouges
- 1994 - Prix du livre M. Christie, La fille aux cheveux rouges